# Harveya alectroides
Harveya alectroides är en snyltrotsväxtart som först beskrevs av Gottfried Wilhelm Johannes Mildbraed, och fick sitt nu gällande namn av Fischer, Schäferhoff och Müller. Harveya alectroides ingår i släktet Harveya och familjen snyltrotsväxter. Inga underarter finns listade i Catalogue of Life.